# مشاري فيحان
مشاري فيحان المطيري، لاعب كرة قدم كويتي.
بدأ مسيرته الكروية مع نادي النصر الكويتي، وفي ديسمبر 2006 أعير إلى نادي التضامن الكويتي، وعاد إلى نادي النصر الكويتي في أغسطس 2007.
و قد لعب مع منتخب الكويت لكرة القدم.